# Tầng Ladinia
| Hệ/ Kỷ                                | Thống/ Thế | Bậc / Kỳ    | Tuổi (Ma) | Tuổi (Ma) |
| ------------------------------------- | ---------- | ----------- | --------- | --------- |
| Jura                                  | Dưới/Sớm   | Hettange    | trẻ hơn   | trẻ hơn   |
| Trias                                 | Trên/Muộn  | Rhaetia     | 201.3     | ~208.5    |
| Trias                                 | Trên/Muộn  | Noria       | ~208.5    | ~227      |
| Trias                                 | Trên/Muộn  | Carnia      | ~227      | ~237      |
| Trias                                 | Giữa       | Ladinia     | ~237      | ~242      |
| Trias                                 | Giữa       | Anisia      | ~242      | 247.2     |
| Trias                                 | Dưới/Sớm   | Olenek      | 247.2     | 251.2     |
| Trias                                 | Dưới/Sớm   | Indu        | 251.2     | 251.902   |
| Permi                                 | Lạc Bình   | Trường Hưng | già hơn   | già hơn   |
| Phân chia Kỷ Trias theo ICS năm 2020. |            |             |           |           |

Ladinia trong niên đại địa chất là kỳ muộn nhất của thế Trias giữa và trong phân vị địa tầng thì nó là bậc trên cùng của thống Trias giữa.
Kỳ Ladinia kéo dài trong khoảng thời gian từ 242 Ma đến ~ 237 Ma (Ma: Megaannum, triệu năm trước). Kỳ Ladinia có sau kỳ Anisia và kế tục là kỳ Carnia, kỳ đầu tiên của Trias muộn.
Tầng Ladinia được coi là tương đương với tầng Falangia được sử dụng ở Trung Quốc.

## Sinh giới Ladinia
Nhiều loài động vật có xương sống Ladinia và Carnia đã được phát hiện trong Công viên địa chất Paleorrota ở Brazil: Rhynchosaur, thecodonts, exaeretodon, Staurikosaurus, Guaibasaurus, Saturnalia tupiniquim, Sacisaurus, Unaysaurus, và nhiều loài khác. Paleorrota nằm trong Santa Maria và Thành hệ Caturrita.
Động vật có xương sống tuổi Ladinia bao gồm:
- Spondylosoma
- Dicynodonts

### Actinopterygians
| Đơn vị phân loại | Hiện diện                 | Vị trí                     | Mô tả                                     | Hình ảnh |
| ---------------- | ------------------------- | -------------------------- | ----------------------------------------- | -------- |
| - Birgeria       | Trias                     | Trung Quốc, Thụy Sỹ, Italy | non-neopterygian                          |          |
| - Dipteronotus   | Kỳ Anisia đến Kỳ Carnia   | Italy                      | perleidiform                              |          |
| - Luganoia       | Trias giữa                | Thụy Sỹ                    |                                           |          |
| - Meridensia     | Trias giữa                | Thụy Sỹ, Italy             |                                           |          |
| - Perleidus      | Trias giữa                | Italy, Thụy Sỹ, Trung Quốc | neopterygian                              |          |
| - Prohalecites   | Trias giữa đến Trias muộn | Thụy Sỹ, Italy             | teleosteomorph cổ nhất (vây tia hiện đại) |          |
| - Ptycholepis    | Trias giữa đến Trias muộn | Thụy Sỹ, Italy             | non-neopterygian                          |          |
| - Saurichthys    | Trias                     | Trung Quốc, Thụy Sỹ, Italy | non-neopterygian                          |          |
| - Thoracopterus  | Trias giữa đến Trias muộn | Trung Quốc                 | Cá lượn cổ nhất (gliding fish)            |          |

### Coelacanths
| Đơn vị phân loại | Hiện diện  | Vị trí         | Mô tả      | Hình ảnh |
| ---------------- | ---------- | -------------- | ---------- | -------- |
| - Alcoveria      | Trias giữa | Tây Ban Nha    | coelacanth |          |
| - Foreyia        | Trias giữa | Thụy Sỹ        | coelacanth |          |
| - Garnbergia     | Trias giữa | Đức            | coelacanth |          |
| - Ticinepomis    | Trias giữa | Thụy Sỹ, Italy | coelacanth |          |

### Dipnoi
| Đơn vị phân loại                             | Hiện diện         | Vị trí          | Mô tả                                  | Hình ảnh |
| -------------------------------------------- | ----------------- | --------------- | -------------------------------------- | -------- |
| - Ptychoceratodus - Ptychoceratodus serratus | Longobardian, Đức | Thành hệ Erfurt | Tuyệt chủng nhưng có nguồn gốc cá phổi |          |

### †Temnospondyls
| Đơn vị phân loại        | Hiện diện  | Vị trí                                | Mô tả                        | Hình ảnh |
| ----------------------- | ---------- | ------------------------------------- | ---------------------------- | -------- |
| - Cyclotosaurus papilio |            | Lớp Muschelkalk trên, Đức             | mastodonsaurid temnospondyl. |          |
| - Eryosuchus            |            | Nga                                   | mastodonsaurid temnospondyl. |          |
| - Mastodonsaurus        | Trias giữa | Đức                                   | mastodonsaurid.              |          |
| - Procyclotosaurus      |            | Keuper dưới, Staffordshire, Anh Quốc. | stenotosaurid temnospondyl   |          |
| - Trematolestes         | Trias giữa | Đức                                   | trematosaurid temnospondyl.  |          |

### †Chroniosuchians
| Đơn vị phân loại | Hiện diện  | Vị trí                   | Mô tả                         | Hình ảnh |
| ---------------- | ---------- | ------------------------ | ----------------------------- | -------- |
| - Bystrowiella   | Trias giữa | Đức                      | chroniosuchian reptiliomorph  |          |
| - Synesuchus     |            | Cộng hòa Komi, Ural, Nga | chroniosuchian reptiliomorph. |          |

### †Tanystropheids
| Đơn vị phân loại | Hiện diện                  | Vị trí                           | Mô tả | Hình ảnh |
| ---------------- | -------------------------- | -------------------------------- | --- | -------- |
| - Cosesaurus     |                            | Muschelkalk, Tây Ban Nha         | Cosesaurus là một chi bò sát archosauromorph, có thể là một con non thuộc họ Tanystropheidae.            |          |
| - Fuyuansaurus   |                            | Thành hệ Falang, nam Trung Quốc. | Fuyuansaurus là một chi bò sát archosauromorph đã tuyệt chủng, có lẽ là một phần của họ Tanystropheidae. |          |
| - Macrocnemus    | Kỳ Anisia muộn đến Ladinia | Trung Quốc, Thụy Sỹ              | |          |
| - Tanystropheus  | Trias giữa đến Trias muộn  | Trung Quốc, Châu Âu              | |          |

### Archosauriforms
| Đơn vị phân loại | Hiện diện | Vị trí                                            | Mô tả | Hình ảnh |
| ---------------- | --------- | ------------------------------------------------- | --- | -------- |
| - Chalishevia    |           | Orenburg Oblast, Nga                              | archosauriform săn mồi cơ bản, một thành viên của Erythrosuchidae. |          |
| - Jushatyria     |           | Bashkortostan, Nga                                | archosaur không xác định, có thể là rauisuchid. |          |
| - Spondylosoma   |           | Thành hệ Santa Maria, Paleorrota Geopark, Brazil. | thành viên của Aphanosauria, basal họ hàng của khủng long và pterosaurs. |          |
| - Yonghesuchus   |           | Thành hệ Tongchuan, Shanxi, Trung Quốc            | Yonghesuchus không được coi là archosaur nhóm chỏm cây mà là một archosariform nâng cao có liên quan chặt chẽ, nhưng trong hầu hết các phân tích gần đây, Yonghesuchus đã được phục hồi như trong một nhánh được hỗ trợ tốt, Gracilisuchidae trong Pseudosuchia, cùng với Gracilisuchus và Turfanosuchus |          |
| - Zanclodon      |           | Trên toàn châu Âu                                 | Zanclodon là tên được sử dụng chính thức cho vật liệu hóa thạch có thể thực sự thuộc về ít nhất hai chi khủng long từ Trias muộn trong số các chi khác. |          |

#### Suchians
| Đơn vị phân loại | Hiện diện                    | Vị trí                              | Mô tả | Hình ảnh |
| ---------------- | ---------------------------- | ----------------------------------- | ----- | -------- |
| - Batrachotomus  |                              | Thành hệ Erfurt, Đức                |       |          |
| - Decuriasuchus  |                              | Thành hệ Santa Maria, Brazil        |       |          |
| - Energosuchus   |                              | Nga Châu Âu                         |       |          |
| - Heptasuchus    | Ladinia muộn hoặc Carnia     | Clark locality, Wyoming             |       |          |
| - Lotosaurus     |                              | Thành hệ Batung, Hồ Nam, Trung Quốc |       |          |
| - Luperosuchus   | Ladinia muộn hoặc Carnia sớm | Thành hệ Chañares, Argentina        |       |          |
| - Prestosuchus   |                              | Thành hệ Santa Maria, Brazil        |       |          |
| - Ticinosuchus   |                              | Grenzbitumenzone, Thụy Sỹ, Italy    |       |          |

### Lepidosauromorphs
| Đơn vị phân loại | Hiện diện | Vị trí               | Mô tả                                                    | Hình ảnh |
| ---------------- | --------- | -------------------- | -------------------------------------------------------- | -------- |
| - †Fraxinisaura  |           | Thành hệ Erfurt, Đức | chi tuyệt chủng của loài bò sát cơ bản lepidosauromorph. |          |

### †Thalattosaurs
| Đơn vị phân loại | Hiện diện                 | Vị trí     | Mô tả           | Hình ảnh |
| ---------------- | ------------------------- | ---------- | --------------- | -------- |
| - Anshunsaurus   | Trias giữa đến Trias muộn | Trung Quốc | askeptosauroid  |          |
| - Thalattosaurus | Trias giữa đến Trias muộn | Canada     | thalattosauroid |          |
| - Xinpusaurus    | Trias giữa đến Trias muộn | Trung Quốc | thalattosauroid |          |

### †Sauropterygians

#### †Pistosaurs
| Đơn vị phân loại | Hiện diện  | Vị trí    | Mô tả         | Hình ảnh |
| ---------------- | ---------- | --------- | ------------- | -------- |
| - Pistosaurus    | Trias giữa | Pháp, Đức | sauropterygia |          |

#### †Nothosaurs
| Đơn vị phân loại                                                                                                  | Hiện diện                 | Vị trí              | Mô tả                                    | Hình ảnh |
| --- | ------------------------- | ------------------- | ---------------------------------------- | -------- |
| - Ceresiosaurus                                                                                                   | Trias giữa                | Italy, Thụy Sỹ      | Có thể là từ đồng nghĩa của Lariosaurus. |          |
| - Lariosaurus - †Lariosaurus balsami - †Lariosaurus curionii - †Lariosaurus valceresii - †Lariosaurus xingyiensis | Trias giữa                | Châu Âu, Trung Quốc | sauropterygia                            |          |
| - Nothosaurus | Trias giữa đến Trias muộn | Châu Âu, Trung Quốc | sauropterygia                            |          |
| - Silvestrosaurus                                                                                                 | ranh giới Anisia-Ladinia  | Thụy Sỹ             | Có thể là một loài Lariosaurus.          |          |
| - Simosaurus | Trias giữa                | Đức, Pháp           | sauropterygia                            |          |

#### †Pachypleurosaurs
| Đơn vị phân loại                                | Hiện diện        | Vị trí         | Mô tả         | Hình ảnh |
| ----------------------------------------------- | ---------------- | -------------- | ------------- | -------- |
| - Keichousaurus                                 | Trias giữa       | Trung Quốc     | sauropterygia |          |
| - Neusticosaurus                                | Trias giữa       | Italy, Thụy Sỹ | sauropterygia |          |
| - Serpianosaurus - Serpianosaurus mirigiolensis | Ladinia sớm nhất | Thụy Sỹ        | sauropterygia |          |
| - Qianxisaurus                                  | Trias giữa       | Trung Quốc     | sauropterygia |          |

#### †Placodonts
| Đơn vị phân loại  | Hiện diện                 | Vị trí         | Mô tả         | Hình ảnh |
| ----------------- | ------------------------- | -------------- | ------------- | -------- |
| - Cyamodus        | Trias giữa                | Đức            | sauropterygia |          |
| - Glyphoderma     | Trias giữa                | Trung Quốc     | sauropterygia |          |
| - Placochelys     | Trias giữa đến Trias muộn | Hungary        | sauropterygia |          |
| - Paraplacodus    | Trias giữa                | Italy          | sauropterygia |          |
| - Psephosauriscus | Trias giữa                | Ai Cập; Israel | sauropterygia |          |

### †Ichthyopterygians
| Đơn vị phân loại | Hiện diện                | Vị trí         | Mô tả                                  | Hình ảnh |
| ---------------- | ------------------------ | -------------- | -------------------------------------- | -------- |
| - Cymbospondylus | Trias giữa               | Thụy Sỹ        | ichthyosaur kéo dài                    |          |
| - Mixosaurus     | Trias giữa               | Thụy Sỹ, Italy | ichthyosaur                            |          |
| - Omphalosaurus  | Trias sớm đến Trias giữa | Áo, Italy      | ichthyosauriform có răng giống như nút |          |

### Therapsids
| Đơn vị phân loại  | Hiện diện      | Vị trí                                                      | Mô tả                                                         | Hình ảnh |
| ----------------- | -------------- | ----------------------------------------------------------- | ------------------------------------------------------------- | -------- |
| - Dinodontosaurus |                | Paleontological Site Chiniquá, Brazil                       | kannemeyeriiform dicynodont.                                  |          |
| - Exaeretodon     | Ladinia-Carnia | Thành hệ Santa Maria, Brazil                                |                                                               |          |
| - Stahleckeria    |                | Thành hệ Santa Maria, Brazil và Thành hệ Omingonde, Namibia | chi của kannemeyeriiform dicynodont trong họ Stahleckeriidae. |          |